# توماس دومينغو
توماس دومينغو (بالفرنسية: Thomas Domingo)‏ هو لاعب اتحاد الرغبي فرنسي، ولد في 20 أغسطس 1985 في تيل (فرنسا) في فرنسا.

## وصلات خارجية
- توماس دومينغو عل موقع إسبنسكروم (الإنجليزية)
- توماس دومينغو على موقع ItsRugby.co.uk (الإنجليزية)